# Fernando Serrano Migallón
Fernando Serrano Migallón (Ciudad de México; 26 de junio de 1945) es profesor de Derecho Constitucional mexicano y reconocido especialista en derechos humanos y constitucionales. 

## Biografía académica
Fernando Serrano Migallón cursó las carreras de Derecho y Economía en la Universidad Nacional Autónoma de México (UNAM). Obtuvo el Certificado de estudios Superiores en el Instituto Internacional de Administración Pública de París, Francia y el diploma de la Academia de la Corte de Justicia Internacional de La Haya, Países Bajos . Es doctor en Historia por la UNAM.
Ha sido profesor de Ciencia Política, Teoría del Estado, Derecho Internacional Público y actualmente de Derecho Constitucional en la Facultad de Derecho de la UNAM. También es profesor en las licenciaturas de Administración Pública y Relaciones Internacionales de El Colegio de México e investigador por el Sistema Nacional de Investigadores. Es creador emérito del Sistema Nacional de Creadores.
Abogado general de la UNAM del 1 de abril de 1993 al 27 de junio de 1995 y del 19 de enero al 20 de marzo de 2000; director de la Facultad de Derecho de la UNAM de 2000 a 2004 y de 2004 a 2008; ha sido miembro de la Junta de Gobierno de El Colegio de México, del Consejo Directivo del Centro de Investigación y Docencia Económica, de la Universidad de Veracruz, el Colegio de Veracruz, del Instituto Luis Vives, consejero titular del Consejo Consultivo de la Comisión Nacional de los Derechos Humanos, es actualmente académico de número de la Academia Mexicana de la Lengua desde el 29 de septiembre de 2006 y de la Academia Mexicana de Jurisprudencia y Legislación. Es Académico Corresponsal de la Academia Mexicana de la Historia y miembro de número del Seminario de Cultura Mexicana.

## Obra publicada
Entre sus libros se encuentran:
- Isidro Fabela y la diplomacia mexicana, 1981
- El grito de independencia: historia de una pasión, 1983
- La Propiedad Industrial en México, 1992
- Toma de Posesión: El Rito del Poder, 1995
- Nueva Ley Federal del Derecho de Autor, 1996
- El asilo político en México, 1998
- México en el orden internacional de la propiedad intelectual, 2000
- ...Duras las tierras ajenas... un asilo, tres exilios, 2002
- Los barcos de la libertad diarios de viaje, 2006
- La ley y su proceso, 2007
- La vida constitucional de México, 2007
- Historia Mínima de las Constituciones en México, 2013
- Teoría de la Constitución, 2015
- Historia de las Constituciones en México, Vol. I a X
- La Universidad
- México y España: Una amistad peculiar
- La inteligencia peregrina. Aportación del exilio español a México
- El exilio español y su vida cotidiana en México
- El Boletín al servicio de la emigración española (edición facsimilar)
- La propiedad intelectual en México

Ha sido articulista de los periódicos Excelsior y El Universal y coautor y coordinador de más de 20 libros jurídicos, históricos y de ciencia política.  

## Biografía administrativa
Entre otros cargos ha sido: 
- Director general de Coordinación Sectorial de la Secretaría de Asentamientos Humanos y Obras Públicas.
- director general jurídico de la Secretaría de Comercio.
- Coordinador General Jurídico del Departamento del Distrito Federal.
- Gerente General Comercial de Aeropuertos y Servicios Auxiliares.
- Secretario Cultural y Artístico del Consejo Nacional para la Cultura y las Artes.
- Secretario General de la Cámara de Diputados del Congreso de la Unión.
- Subsecretario de Educación Superior de la Secretaría de Educación Pública.
- Director del Instituto Alfonso Reyes.

## Biografía administrativa universitaria
- Abogado General de la Universidad Nacional Autónoma de México, en dos ocasiones.
- Director de la Facultad de Derecho de la Universidad Nacional Autónoma de México, por dos periodos consecutivos.

## Asociaciones
- Miembro de Número de la Academia Mexicana de la Lengua.
- Miembro de Número de la Academia Mexicana de Jurisprudencia y Legislación.
- Miembro de Número del Seminario de Cultura Mexicana.
- Miembro Correspondiente de la Academia Mexicana de Historia.

## Premios y reconocimientos
- Premio Punto de Partida a la mejor tesis de licenciatura de la UNAM.
- Premio al Mérito Administrativo Lázaro Cárdenas, del gobierno federal.
- Premio a la Investigación Histórica del INEHRM.
- Medalla Antonio Caso a la mejor tesis de doctorado por la Facultad de Filosofía y Letras de la UNAM.
- Bibliófilo del año, por la Feria Internacional del Libro de Guadalajara.
- Bibliófilo del año, por la Feria Internacional del Libro de Sinaloa.
- Doctor Honoris Causa, por la Universidad Paulo Freire.
- Premio Nacional de Artes y Literatura.

## Condecoraciones extranjeras
Francia: 
- Orden Nacional del Mérito Civil, en grado de Oficial y de Comendador.

España: 
- Orden de Isabel la Católica, en grado de Encomienda.
- Gran Cruz de la Orden de San Raimundo de Peñafort.
- Miembro de Honor de la Academia de Gastronomía de Castilla-La Mancha.

OMPI: 
- Gran Cruz del Derecho de Autor.